# Хопкинс, Нил
Нил Э́двард Хо́пкинс (англ. Neil Edward Hopkins; род. 13 мая 1977, Трентон, Нью-Джерси, США) — американский актёр. Получил известность благодаря роли Лиама Пэйса в телесериале «Остаться в живых», а также роли Рэя в фильме «Скайлайн».

## Биография
Нил Хопкинс родился в 1977 году Трентоне, Нью-Джерси. Позднее он и его семья переехала в Орору, Колорадо, где он учился в школе, а затем окончил колледж Святого Креста в Вустере, штат Массачусетс с 1996 по 1999 год.

### Карьера
Нил Хопкинс практически не снимался в полнометражных фильмах. На его счету лишь большое количество телесериалов. Роли у него хоть и небольшие, но зато в известных сериалах. В телесериале «Остаться в живых» он сыграл Лиама Пэйса, в «Зачарованных» — Сарпедона, в «C.S.I.: Место преступления» — Донни Драммера, в «Частях тела» — Брендана МакНамара, в «Морской полиции: Спецотдел» — Джереми Дэвисона. Также Нил Хопкинс снялся в сериалах «4400», «Меня зовут Эрл», «Акула», «Говорящая с призраками», «Мыслить как преступник», «Терминатор: Битва за будущее», «Большая любовь» и «Грязные мокрые деньги». В 2010 году сыграл свою первую крупную роль в фильме «Скайлайн».

## Фильмография
| Год       |   | Русское название                    | Оригинальное название                   | Роль              |
| --------- | - | ----------------------------------- | --------------------------------------- | ----------------- |
| 2002      | с | Хищные пташки                       | Birds of Prey                           | Специалист        |
| 2003      | ф |                                     | Walkentalk                              | Крис              |
| 2003      | с | Расследование Джордан               | Crossing Jordan                         | Лестер Корриган   |
| 2003      | с | Прочная сеть                        | Dragnet                                 | ?                 |
| 2004      | с | Зачарованные                        | Charmed                                 | Сарпедон          |
| 2004      | с | Морская полиция: Спецотдел          | NCIS                                    | Джереми Дэвисон   |
| 2004—2010 | с | Остаться в живых                    | Lost                                    | Лиам Пэйс         |
| 2005      | ф |                                     | Aimée Price                             | Кевин             |
| 2005      | с | Пойнт Плезант                       | Point Pleasant                          | Престон Ходжес    |
| 2005      | ф | Мой большой независимый фильм       | My Big Fat Independent Movie            | Худой человек     |
| 2005      | с | C.S.I.: Место преступления          | CSI: Crime Scene Investigation          | Донни Драммер     |
| 2005      | ф | Кабинет доктора Калигари            | The Cabinet of Dr. Caligari             | Алан              |
| 2006      | с | 4400                                | The 4400                                | Ник Кроули        |
| 2006      | с | Большая любовь                      | Big Love                                | Кен Байингтон     |
| 2006      | с | Говорящая с призраками              | Ghost Whisperer                         | Брэндон Рот       |
| 2007      | с | Акула                               | Shark                                   | Джарретт Блейк    |
| 2007      | с | Грязные мокрые деньги               | Dirty Sexy Money                        | Норман Иксли      |
| 2008      | с | Терминатор: Битва за будущее        | Terminator: The Sarah Connor Chronicles | Мистер Харрис     |
| 2008      | с | C.S.I.: Место преступления Нью-Йорк | CSI: NY                                 | Йерт Йоваллак     |
| 2009      | с | Части тела                          | Nip/Tuck                                | Брендан МакНамара |
| 2009      | с | Меня зовут Эрл                      | My Name Is Earl                         | Зик               |
| 2010      | ф | Скайлайн                            | Skyline                                 | Рэй               |
| 2012      | с | Гримм                               | Grimm                                   | Иэн Хармон        |
| 2014      | с | Матадор                             | Matador                                 | Ной Пикотт        |